# دورا برگی
دورا برگی (انگلیسی: Dora Beregi؛ زادهٔ ) یک بازیکن تنیس روی میز اهل مجارستان است. 
وی در مسابقات کشوری و بین‌المللی در مجموع برنده ۲ مدال طلا، ۱ مدال نقره، ۱ مدال برنز شده‌است.